# 黃燦
黃燦（17世紀—1650年代），字中涵，湖廣荊州府夷陵州人，明朝、南明政治人物。

## 生平
崇禎十五年（1642年），黃燦中式壬午科湖廣鄉試第三十名舉人，崇禎十六年（1643年）癸未科聯捷進士，獲授庶吉士，後曾投降大順，再回到南明朝廷擔任翰林院編修，歷官右諭德、湖南督學僉事，調貴州僉事，之後和弟弟黃炳退居四川不出仕。永曆十一年（1657年）他被孫可望逮獲，被迫除授侍讀學士，對方敗亡遭連坐降為右贊善，王光興移屯荊西時請以御史監軍，陞翰林院侍讀兼兵科給事中，在軍中去世。

## 引用
1. 1 2  錢海岳《南明史·卷五十五·列傳第三十一》：同時黃燦，字中涵，夷陵人。崇楨十六年進士。授編修，歷右諭德、湖南督學僉事，調貴州。永曆十一年，為（孫）可望所逮，除侍讀學士。可望敗，坐黨降右贊善。（王）光興移屯荊西，迎請以御史監軍，擢侍讀兼兵科給事中。先卒於軍。
2. ↑  同治《宜昌府志·卷九·選舉》：（崇禎）十五年壬午科（舉人） 黃燦 沈會霖榜，詳進士，以上五人俱夷陵人……十六年癸未科（進士） 黃燦 楊廷鑑榜，夷陵人，庶吉士，有傳
3. ↑  《明季北略·卷二十二》：從逆諸臣……黃燦，湖廣荊州夷陵人。崇禎癸未庶吉士。
4. ↑  同治《宜昌府志·卷十三·士女》：黃燦，字中含，生而穎異，博通經史，崇禎末與其弟炳先後舉於鄉，燦旋成癸未進士入翰林，兄弟並顯聲動一時，明命既革，遁跡山中，炳亦退居於蜀，有用事者招之出終不往。